# Betty Bumpers

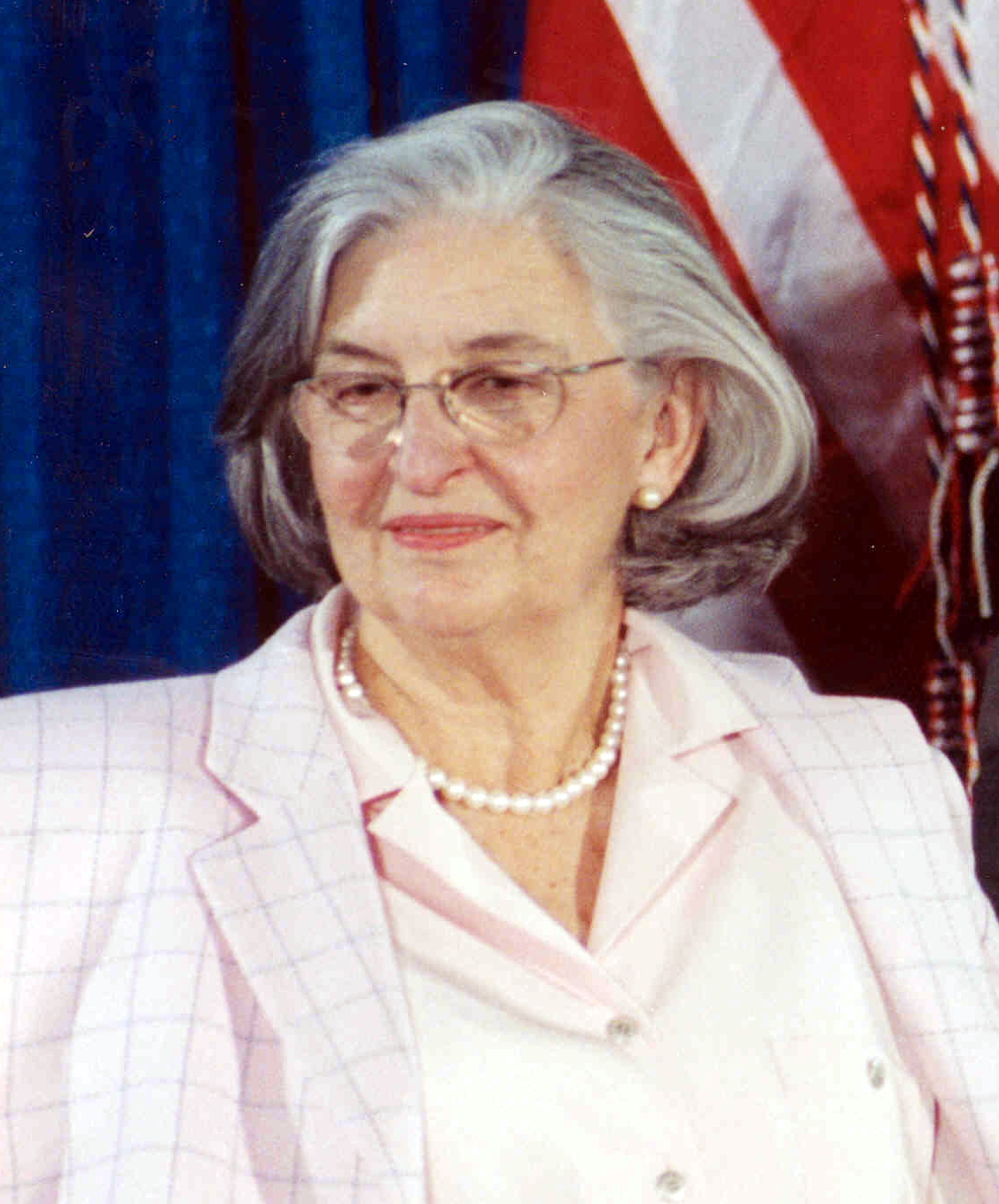
Betty Bumpers (2009)

Elizabeth Callans Flanigan „Betty“ Bumpers, geborene Flanigan, (* 11. Januar 1925 in Grand Prairie, Franklin County, Arkansas; † 23. November 2018 in Little Rock, Arkansas) war eine US-amerikanische Lehrerin. Von 1971 bis 1975 war sie als Ehefrau von Gouverneur Dale Bumpers die First Lady von Arkansas. Sie leitete mit Rosalynn Carter erfolgreiche Kampagnen für die Impfung amerikanischer Schulkinder.
Betty Bumpers wuchs in Arkansas und Iowa auf und studierte an der Chicago Academy of Fine Arts sowie der Iowa State University und war danach Lehrerin. 1949 heiratete sie den Anwalt Dale Bumpers, den sie noch von der High School kannte und mit dem sie drei Kinder hat. Das Paar wohnte zunächst in Charleston. Nachdem ihr Ehemann Gouverneur geworden war, organisierte sie 1973 eine umfangreiche Impfkampagne für Schulkinder in Arkansas (das damals eine der niedrigsten Impfquoten in den USA hatte), Every Child by 74. Das Programm wurde vom Centers for Disease Control and Prevention (CDC) als Modell für weitere Kampagnen in den USA genommen. Nachdem ihr Ehemann 1974 US-Senator geworden war, zog sie mit ihm nach Washington, D.C. Unter der Regierung von Jimmy Carter überzeugte sie die First Lady Rosalynn Carter von der Notwendigkeit der Einführung von Pflichtimpfungen für Schulkinder in den Staaten der USA. Sie organisierten eine erfolgreiche Kampagne, die zum Ergebnis hatte, dass alle Bundesstaaten Impfungen für Schulkinder obligatorisch machten. Nach einer Masernepidemie, die von 1989 bis 1991 in den USA über 200 Kinder tötete, organisierte sie mit Rosalynn Carter eine neue Kampagne für die Impfung von Kindern vor dem Alter von zwei Jahren (Every Child by Two).
1982 gründete sie die Friedensorganisation Peace Links vor allem gegen Atomwaffen, die bis 2001 bestand. 
1995 erhielt sie mit Dale Bumpers den Maxwell Finland Award. Das Vaccine Research Center der National Institutes of Health ist nach ihr und ihrem Ehemann benannt.